# Русаково (Днепропетровская область)
Русаково (укр. Русакове) — село в Васильковском сельском совете Петропавловского района Днепропетровской области Украины.
Код КОАТУУ — 1223881204. Население по переписи 2001 года составляло 292 человека.

## Географическое положение
Село Русаково находится на расстоянии в 1,5 км от села Кунинова и в 2,5 км от села Николаевка (Васильковский район).
По селу протекает пересыхающий ручей с запрудой.